# Jan Mieczysław Zborucki
Jan Mieczysław Zborucki (ur. 4 sierpnia 1890 w Skolem, zm. 1940 w ZSRR) – major piechoty Wojska Polskiego, ofiara zbrodni katyńskiej.

## Życiorys
Urodził się 4 sierpnia 1890 w Skolem, w rodzinie Antoniego Juliana i Pauliny z Szymańskich. 
Podczas I wojny światowej powołany do służby w C. K. Armii i mianowany podporucznikiem w rezerwie artylerii fortecznej z dniem 1 września 1915, a potem awansowany na porucznika z dniem 1 listopada 1917. Służył w pułku artylerii fortecznej nr 4.
Po odzyskaniu przez Polskę niepodległości został przyjęty do Wojska Polskiego. 27 sierpnia 1920 roku został zatwierdzony z dniem 1 kwietnia 1920 roku w stopniu rotmistrza, w żandarmerii, w grupie oficerów byłej armii austro-węgierskiej. Pełnił wówczas służbę w dywizjonie żandarmerii wojskowej nr 6 we Lwowie. 
3 maja 1922 roku został zweryfikowany w stopniu kapitana ze starszeństwem z dniem 1 czerwca 1919 roku i 3. lokatą w korpusie oficerów żandarmerii, a jego oddziałem macierzystym był 6 dywizjon żandarmerii we Lwowie. W latach 1923–1924 nadal pełnił służbę w 6 dywizjonie żandarmerii na stanowisku pełniącego obowiązki dowódcy, a następnie dowódcy kadry szwadronu zapasowego. 31 marca 1924 roku został mianowany majorem ze starszeństwem z dniem 1 lipca 1923 roku i 3. lokatą w korpusie oficerów żandarmerii.
W lutym 1926 roku został przeniesiony do Powiatowej Komendy Uzupełnień Złoczów na stanowisko pełniącego obowiązki komendanta. W lipcu 1926 roku został przeniesiony do korpusu oficerów piechoty w stopniu majora ze starszeństwem z dniem 1 lipca 1923 roku i wcielony do 54 pułku piechoty w Tarnopolu z pozostawieniem na stanowisku p.o. komendanta PKU Złoczów. W styczniu 1929 został przeniesiony do Powiatowej Komendy Uzupełnień Warszawa Miasto IV na stanowisko komendanta. W marcu tego roku został zwolniony z zajmowanego stanowiska i pozostawiony bez przynależności służbowej z równoczesnym oddaniem do dyspozycji dowódcy Okręgu Korpusu Nr I. Z dniem 31 sierpnia 1929 roku został przeniesiony w stan spoczynku. W 1934 roku pozostawał w ewidencji Powiatowej Komendy Uzupełnień Lwów Miasto. Posiadał przydział do Oficerskiej Kadry Okręgowej Nr VI. Był wówczas „w dyspozycji dowódcy Okręgu Korpusu Nr VI”.
Przed 1939 zamieszkiwał we Lwowie. Został zmobilizowany wobec zagrożenia konfliktem zbrojnym w 1939. Po wybuchu II wojny światowej, kampanii wrześniowej i agresji ZSRR na Polskę z 17 września 1939 został aresztowany przez funkcjonariuszy NKWD. W 1940 został zamordowany przez NKWD na obszarze okupowanym przez sowietów. W 1947 przed Sądem Grodzkim w Warszawie toczyła się sprawa o uznanie za zmarłego i stwierdzenie faktu śmierci, w której stroną była Stanisława Zborucka. Jego nazwisko znalazło się na tzw. Ukraińskiej Liście Katyńskiej opublikowanej w 1994 (został wymieniony na liście wywózkowej 56/1-61 oznaczony numerem 1115). Ofiary tej części zbrodni katyńskiej zostały pochowane na otwartym w 2012 Polskim Cmentarzu Wojennym w Kijowie-Bykowni.

## Ordery i odznaczenia
- Krzyż Niepodległości (9 stycznia 1932)[24]
- Złoty Krzyż Zasługi (10 listopada 1928)[25]
- Brązowy Medal Zasługi Wojskowej na wstążce Krzyża Zasługi Wojskowej (Austro-Węgry, przed 1918)[8]